# FIBA Europapokal der Landesmeister 1975/76
Die Saison 1975/76 war die 19. Spielzeit des FIBA Europapokal der Landesmeister, der von der FIBA Europa veranstaltet wurde.
Den Titel gewann zum fünften Mal Mobilgirgi Varese aus Italien.

## Modus
Es nahmen die 22 Meister der nationalen Ligen sowie der Titelverteidiger teil. Die Sieger der Spielpaarungen wurden in Hin- und Rückspiel ermittelt. Entscheidend war das gesamte Korbverhältnis beider Spiele. Die Sieger der Spielpaarungen in der zweiten Runde, in der Top-12-Gruppenphase, sowie im Halbfinale wurden ebenfalls in Hin- und Rückspiel ermittelt. Das Finale wurde in einem Spiel an einem neutralen Ort ausgetragen.

## 1. Runde
- Hinspiele: 30. Oktober 1975
- Rückspiele: 6. November 1975

|                   | Gesamt  |                    | Hinspiel | Rückspiel |
| ----------------- | ------- | ------------------ | -------- | --------- |
| Beşiktaş Istanbul | 151:173 | SP Federale Lugano | 90:70    | 61:103    |
| Al-Zamalek        | 133:167 | Akademik Sofia     | 69:74    | 64:93     |
| Resovia Rzeszów   | 185:137 | Jalaa SC           | 109:67   | 76:70     |
| Alviks BK         | 134:135 | Turun NMKY         | 76:67    | 58:68     |

## 2. Runde
- Hinspiele: 20. November 1975
- Rückspiele: 27. November 1975

|                          | Gesamt  |                   | Hinspiel | Rückspiel |
| ------------------------ | ------- | ----------------- | -------- | --------- |
| Íþróttafélag Reykjavíkur | 1       | Real Madrid       | —        | —         |
| T71 Dudelange            | 123:207 | Birra Forst Cantù | 76:97    | 47:110    |
| SP Federale Lugano       | 162:158 | Dukla Olmütz      | 91:73    | 71:85     |
| Gießen 46ers             | 158:159 | Akademik Sofia    | 89:75    | 69:84     |
| Resovia Rzeszów          | 156:164 | Sefra Wien        | 83:88    | 73:76     |
| Embassy All-Stars        | 153:207 | Transol RZ        | 87:90    | 66:117    |
| Panathinaikos Athen      | 151:156 | Turun NMKY        | 96:78    | 55:78     |

- Für die Gruppenphase gesetzt als Titelverteidiger:  Mobilgirgi Varese
- Außerdem gesetzt:  KK Zadar,  ASVEL Lyon,  Maes Pils Mechelen,  Maccabi Tel Aviv

## Gruppenphase (Top 12)
Die Sieger der Spielpaarungen in der Gruppenphase wurden in Hin- und Rückspiel ermittelt. Entscheidend war das Gesamtergebnis beider Spiele. Wer dies für sich entschied, bekam den Sieg gutgeschrieben.
Bei Punktgleichheit zweier oder dreier Teams entschied nicht das Korbverhältnis, sondern der direkte Vergleich untereinander.
- 1. Spieltag: 11./18. Dezember 1975
- 2. Spieltag: 8./15. Januar 1976
- 3. Spieltag: 22./29. Januar 1976
- 4. Spieltag: 5./12. Februar 1976
- 5. Spieltag: 19./26. Januar 1976

### Gruppe A
| Team                  | Sp | S | N | P+  | P-  |
| --------------------- | -- | - | - | --- | --- |
| 1. Mobilgirgi Varese  | 5  | 5 | 0 | 886 | 729 |
| 2. ASVEL Lyon         | 5  | 4 | 1 | 783 | 764 |
| 3. Maes Pils Mechelen | 5  | 3 | 2 | 847 | 780 |
| 4. Akademik Sofia     | 5  | 1 | 4 | 813 | 871 |
| 5. Turun NMKY         | 5  | 1 | 4 | 784 | 913 |
| 6. KK Zadar           | 5  | 1 | 4 | 817 | 873 |

### Gruppe B
| Team                  | Sp | S | N | P+   | P-   |
| --------------------- | -- | - | - | ---- | ---- |
| 1. Real Madrid        | 5  | 5 | 0 | 1070 | 869  |
| 2. Birra Forst Cantù  | 5  | 4 | 1 | 960  | 849  |
| 3. Maccabi Tel Aviv   | 5  | 3 | 2 | 894  | 905  |
| 4. Sefra Wien         | 5  | 2 | 3 | 833  | 839  |
| 5. Transol RZ         | 5  | 1 | 4 | 855  | 1025 |
| 6. SP Federale Lugano | 5  | 0 | 5 | 859  | 984  |

## Halbfinale
- Hinspiele: 11. März 1976
- Rückspiele: 18. März 1976

|                   | Gesamt  |                   | Hinspiel | Rückspiel |
| ----------------- | ------- | ----------------- | -------- | --------- |
| Mobilgirgi Varese | 173:155 | Birra Forst Cantù | 95:85    | 78:70     |
| Real Madrid       | 212:178 | ASVEL Lyon        | 113:77   | 99:101    |

## Finale
Das Endspiel fand am 1. April 1976 in Genf statt.
|                   | Ergebnis |             |
| ----------------- | -------- | ----------- |
| Mobilgirgi Varese | 81:74    | Real Madrid |

- Final-Topscorer:  Bob Morse (Mobilgirgi Varese): 28 Punkte